# سيتروين سي 3 إيركروس
سيتروين سي3 إيركروس  هي سيارة من تصنيع سيتروين، وظهرت أول مرة سنة 2010.